# Kurt Wüthrich
Kurt Wüthrich (Aarberg, Suïssa 1938) és un químic i professor universitari suís guardonat amb el Premi Nobel de Química l'any 2002.

## Biografia
Va néixer el 4 d'octubre de 1938 a la ciutat suïssa de Aarberg, situada al cantó de Berna. Va estudiar química, física i matemàtiques a la Universitat de Berna, i l'any 1964 realitzà el doctorat en química a la Universitat de Basilea
Entre 1965 i 1967 amplià els seus estudis a la Universitat de Berkeley als Estats Units, i posteriorment als Laboratoris Bell de Nova Jersey fins al 1969. Aquell any retornà a Suïssa i acceptà el càrrec de professor de biofísica l'Escola Politècnica Federal de Zuric.

## Recerca científica
Durant els seus estudis la seva recerca versà sobre la ressonància paramagnètica electrònica així com la catàlisi sobre compostos de coure. Durant la seva estada a Berkeley va començar a treballar amb l'espectroscòpia de la ressonància magnètica nuclear (RMN) per a estudiar la hidratacció dels complexos metal·lics, estudiant posteriorment durant la seva estada als Laboratoris Bell l'estructura i la dinàmica de les proteïnes.
Quan retornà a Suïssa inicià les seves col·laboracions amb Richard R. Ernst per desenvolupar els primers dos experiments de RMN dimensionals, i va establir efecte Overhauser nuclear com a manera convenient d'amidar distàncies dintre de les proteïnes.
L'any 2002 fou guardonat amb la meitat del Premi Nobel de Química, mentre que l'altra meitat del premi fou pel químic nord-americà John Fenn i el japonès Koichi Tanaka. Els tres químics foren guardonats pel desenvolupament de mètodes d'identificació i d'anàlisi estructural de macromolècules biològiques, si bé Wüthrich fou especialment guardonat pel desenvolupament de l'espectroscòpia de ressonància magnètica nuclear per a determinar l'estructura tridimensional de macromolècules biològiques en una solució, i els altres dos pel desenvolupament de mètodes suaus de desorció iònica per a les anàlisis espectromètriques totals de macromolècules biològiques.